# Delightful
«Delightful» es el primer sencillo físico lanzado por la cantante Ami Suzuki, por lo que se le conoce su sencillo de "regreso" en el mundo de la música bajo el sello Avex Trax.

## Información
Avex Trax realmente jugó todas las cartas que tenía disponible para anunciar fuertemente el regreso de Ami Suzuki a la música, y con este nuevo sencillo fueron hechos distintos formatos, cada uno con remixes distintos; los formatos que fueron lanzados al mercado fueron CD, CD+DVD, CD+Photobook y CD+Illustration Essay. "Delightful" debutó en el número 2 de las listas de sencillos de Oricon en el ranking diario, pero finalmente quedó más tarde en el #3 del ranking semanal. Alcanzando ventas moderadas más tarde se convirtió en el sencillo #106 mejor vendido en Japón dentro del año 2005.
La canción mostraba un estilo totalmente nuevo en Ami Suzuki desde sus antiguos días en Sony Music Entertainment Japan; un estilo mucho más trance y de música electronic de influencia europea, en general gracias a que el productor fue Axel Konrad, productor de trance alemán.
La canción quizás incluya un doble mensaje dentro de las sensuales letras. Extractos como "Dame una oportunidad, dame una oportunidad más" dan a entender quizás que la cantante pide otra oportunidad a sus fanes que antes la apoyaron para que nuevamente les den su apoyo.

## Video
El video de la canción consta de tres versiones distintas. La versión editada para la televisión (fue editada para fomentar las compras del sencillo con DVD), la versión completa (sólo disponible en el DVD del sencillo) y una versión llamada dance track que fue más tarde incluida en el primer álbum de Ami en Avex Trax Around the World, donde sólo fueron escogidas las escenas donde se baila coreografía de la canción.

## Canciones

### CD
1. Delightful
2. About You...
3. Hopeful ~OVERHEAD CHAMPION REMIX~
4. Delightful ~Dub's Re-Start Mix~
  - Delightful ~REMO-CON MIX~ (CD Only)
  - Delightful ~G.C.G Remix~ (CD+Photobook/CD+Illustration Essay)
5. Delightful (Instrumental)
6. About You... (Instrumental)

### DVD
1. Delightful (Music Clip)
2. Suzuki Ami Special Interview
3. Delightful (Off-Shot)

## Listas
- Oricon Daily Chart: N/A
- Oricon Weekly Chart: #3
- Oricon Yearly Chart: #106
- Venta inicial: 41.936 copias vendidas
- Venta total: 97.218 copias vendidas

- Datos: Q3021665